# Frankeneck

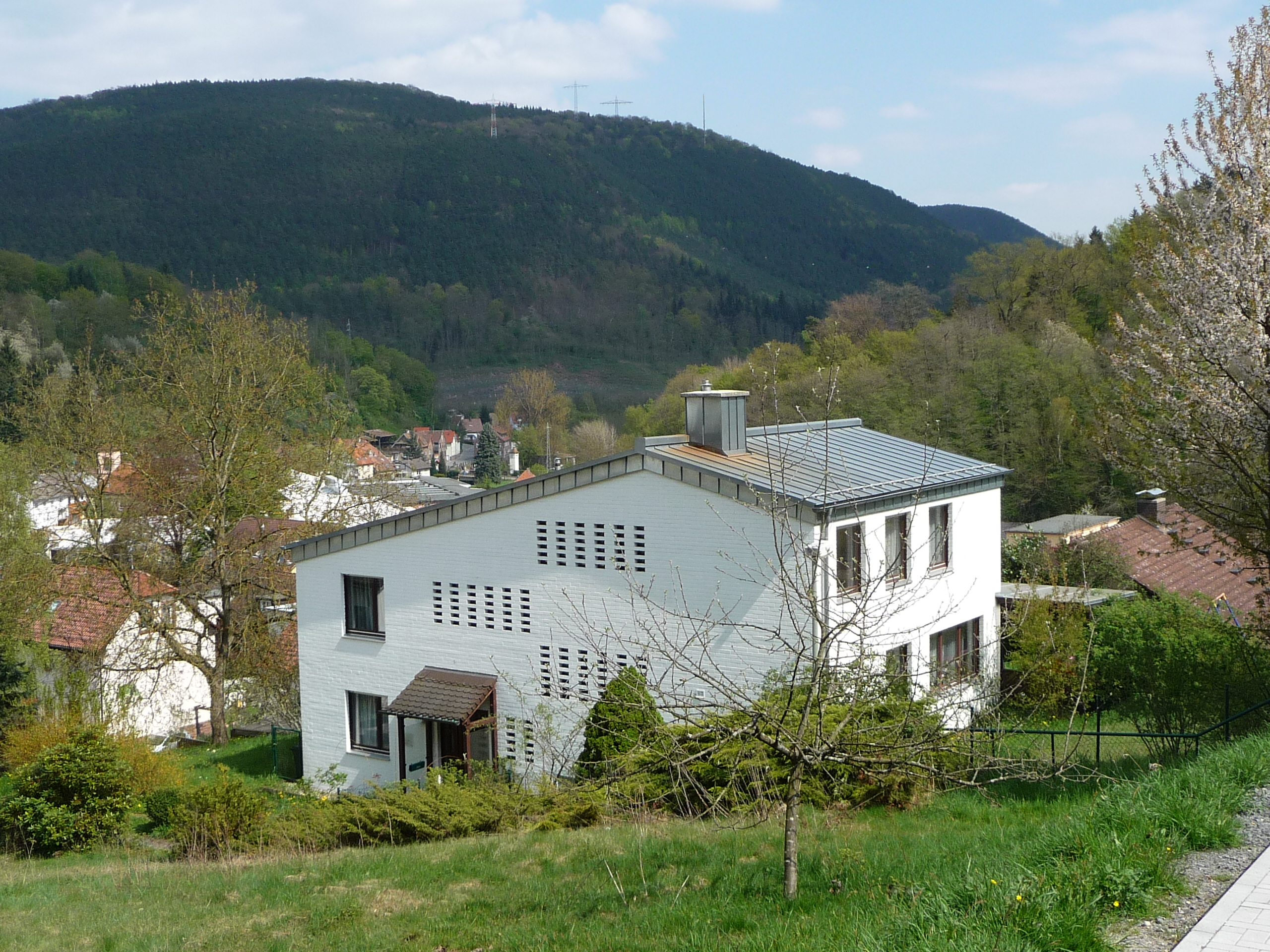
Ortsbild von Frankeneck

Frankeneck ist eine Ortsgemeinde im Landkreis Bad Dürkheim in Rheinland-Pfalz. Sie gehört der Verbandsgemeinde Lambrecht (Pfalz) an, innerhalb derer sie gemessen an der Einwohnerzahl die zweitkleinste Ortsgemeinde darstellt.

## Geographie

### Lage
Die Gemeinde liegt im Mittleren Pfälzerwald im Elmsteiner Tal. Nachbargemeinden sind im Uhrzeigersinn Neidenfels, Deidesheim, Lambrecht, Esthal und Weidenthal.

### Erhebungen und Gewässer
Frankeneck befindet sich am Zusammenfluss von Speyerbach und Hochspeyerbach. Im äußersten Südwesten mündet der Esthalbach in den Speyerbach. Nordwestlich des Siedlungsgebietes erstreckt sich der Zigeunerkopf, der Unterstädter Berg, sowie im Gemarkungsdreieck mit Neidenfels und Weidenthal der Kleine Pflasterberg und im Gemarkungsdreieck mit Esthal sowie Weidenthal der 506 Meter hohe Mollenkopf.

## Geschichte
Die Gemeinde wurde im Jahr 1785 gegründet. Zunächst gehörte sie zu Leiningen-Dagsburg. Von 1798 bis 1814, als die Pfalz Teil der Französischen Republik (bis 1804) und anschließend Teil des Napoleonischen Kaiserreichs war, war Neufrankeneck – so der damalige Name – in den Kanton Neustadt (Donnersberg) eingegliedert und unterstand der Mairie Esthal. 1815 wurde der Ort Österreich zugeschlagen. Bereits ein Jahr später wechselte er wie die gesamte Pfalz in das Königreich Bayern. Von 1818 bis 1862 gehörte die Gemeinde dem Landkommissariat Neustadt an; aus diesem ging das Bezirksamt Neustadt hervor.
Ab 1939 war Frankeneck Bestandteil des Landkreises Neustadt. Nach dem Zweiten Weltkrieg wurde der Ort innerhalb der französischen Besatzungszone Teil des damals neu gebildeten Landes Rheinland-Pfalz. Im Zuge der ersten rheinland-pfälzischen Verwaltungsreform wechselte der Ort 1969 in den neu geschaffenen Landkreis Bad Dürkheim. Drei Jahre später wurde Frankeneck ein Bestandteil der ebenfalls neu entstandenen Verbandsgemeinde Lambrecht (Pfalz).

## Religionen
2013 waren 41,0 Prozent der Einwohner evangelisch und 29,6 Prozent katholisch. Die übrigen gehörten einer anderen Religion an oder waren konfessionslos.

## Politik

### Gemeinderat
Der Gemeinderat in Frankeneck besteht aus zwölf Ratsmitgliedern, die bei der Kommunalwahl am 9. Juni 2024 in einer personalisierten Verhältniswahl gewählt wurden, und dem ehrenamtlichen Ortsbürgermeister als Vorsitzendem.
Die Sitzverteilung im Gemeinderat:
| Wahl | SPD | CDU | Gesamt   |
| ---- | --- | --- | -------- |
| 2024 | 7   | 5   | 12 Sitze |
| 2019 | 8   | 4   | 12 Sitze |
| 2014 | 8   | 4   | 12 Sitze |
| 2009 | 8   | 4   | 12 Sitze |
| 2004 | 8   | 4   | 12 Sitze |

### Wappen
| Wappen von Frankeneck | Blasonierung: „Durch eine blaue Wellendeichsel, oben rechts in Rot ein schwebendes blaues Beil mit goldenem Stiel, oben links in Rot ein schwebender blauer Forstsichelhaken mit goldenem Stiel, unten in Silber eine blaubereifte rote Bütte mit silbernem Inhalt, davor stehend ein rotes Rührsieb.“ |
| Wappen von Frankeneck | Wappenbegründung: Es wurde 1951 vom Mainzer Innenministerium genehmigt. Die Figuren erinnern an die Gründung der Gemeinde als Holzhauerdorf. |

### Gemeindepartnerschaften
Mit Tenbury Wells in Worcestershire, Großbritannien und Le Thuit de l’Oison (Le Thuit-Anger, Le Thuit-Signol, Le Thuit-Simer) in Frankreich werden Partnerschaften gepflegt.

## Kultur und Sehenswürdigkeiten

### Kulturdenkmäler

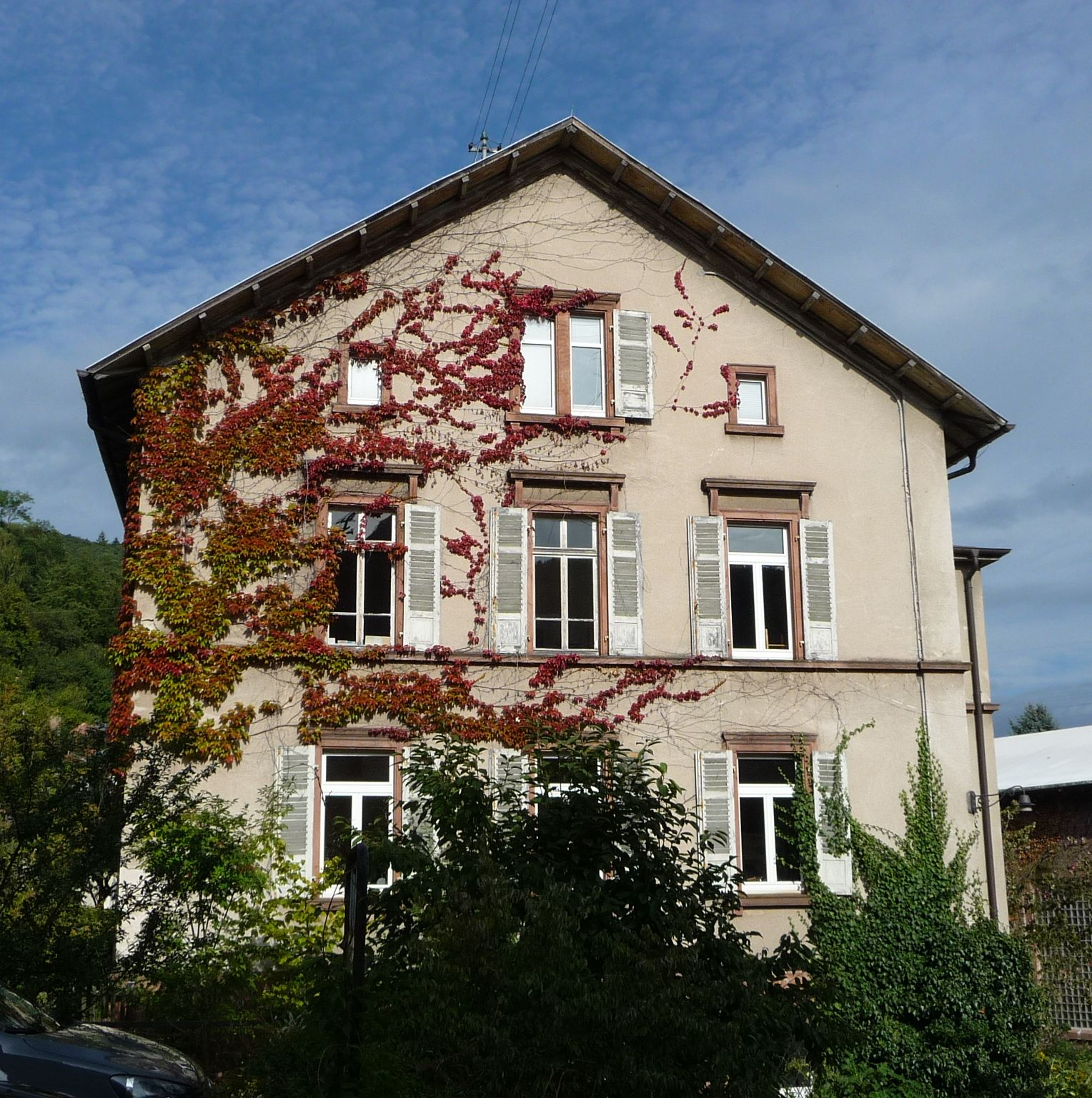
Denkmalgeschütztes Haus, das bis 2021 das Papiermacher- und Heimatmuseum beherbergte

Vor Ort befinden sich insgesamt sechs Objekte, die unter Denkmalschutz stehen. Eines von ihnen ist ein Haus, in dem bis 2021 das Papiermacher- und Heimatmuseum Informationen über die Ortsgeschichte und über die Entwicklung der örtlichen Papierindustrie präsentierte.

### Natur
Die Ortsgemeinde liegt im Naturpark Pfälzerwald, der wiederum zum Biosphärenreservat Pfälzerwald-Vosges du Nord gehört. Im Gemeindegebiet existieren zwei Naturdenkmale. Am nördlichen Rand der Gemeindegemarkung befindet sich der Ritterstein 129; er trägt die Bezeichnung Am Herrentisch und verweist auf einen Tisch aus Stein, der mutmaßlich von Förstern und Jägern frequentiert worden ist.

### Vereine
Der TV Frankeneck bietet Fußball und Turnen an, außerdem gibt es seit dem Jahr 1892 den Club Freundschaft, bei dem ausschließlich Männer Mitglieder werden können, und zahlreiche andere Vereine.

## Infrastruktur

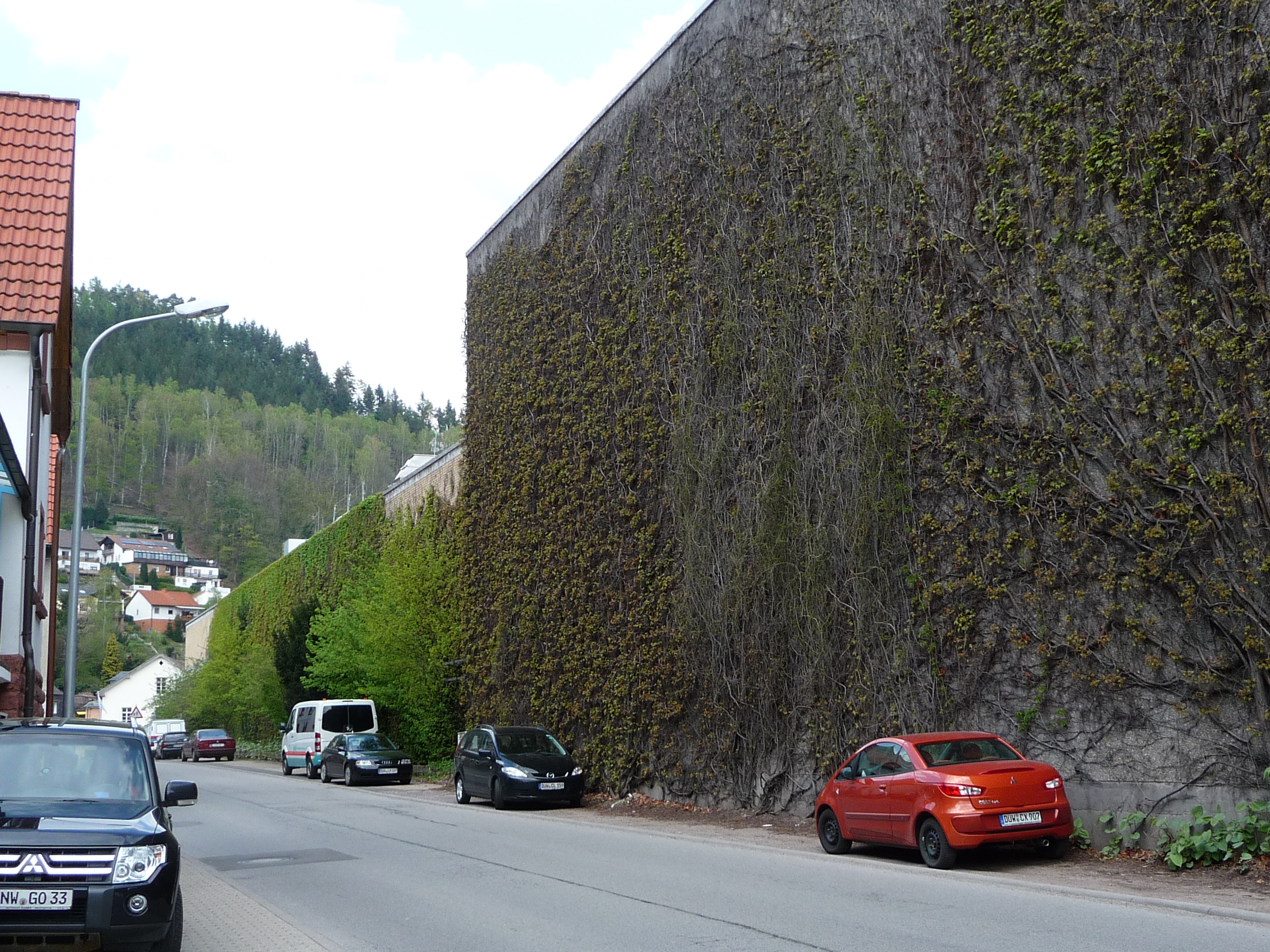
Papierfabrik Julius Glatz GmbH in Frankeneck

### Wirtschaft
Aufgrund der geographischen Gegebenheiten dominierte vor Ort zunächst die Forst- und Holzwirtschaft. In Frankeneck ist die Papierfabrik Julius Glatz GmbH ansässig. Eine weitere war die Papierfabrik Goßler, die 1925 von der Papierfabrik Scheufelen aufgekauft wurde.

### Schiene
Gegen Ende des 19. Jahrhunderts wurde zwischen Weidenthal und Lambrecht an der Pfälzischen Ludwigsbahn der Holzverladeplatz Frankeneck eingerichtet.

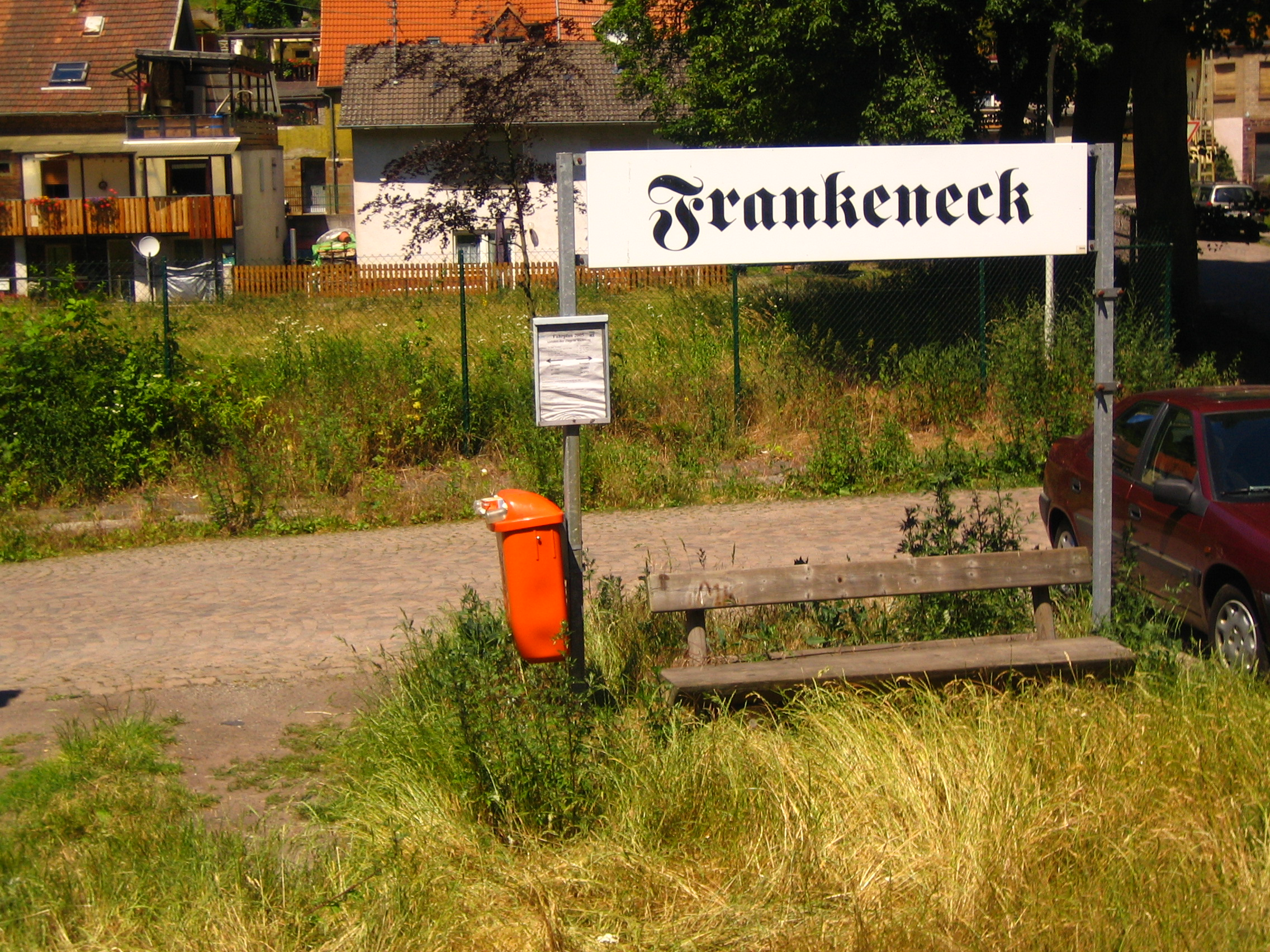
Haltepunkt Frankeneck

1909 wurde Frankeneck durch das Kuckucksbähnel, das von Lambrecht nach Elmstein verkehrt, an das Eisenbahnnetz angebunden; der Streckenabschnitt bis zur Sattelmühle entstand bereits 1902 als reine Güterbahn. 1960 wurde der Personenverkehr eingestellt; der Güterverkehr folgte 1977. Inzwischen dient die Strecke ausschließlich als Museumsbahn. Der Haltepunkt und frühere Bahnhof Frankeneck befindet sich auf der Gemarkung von Lambrecht unweit des nordöstlichen Siedlungsrands der Ortsgemeinde. Während der Zeit der Bayerischen Staatseisenbahnen war er als Stationstyp 2 geführt. Da die Platzverhältnisse im Lambrechter Bahnhof beengt waren und dieser an den Grenzen seiner Leistungsfähigkeit angelangt war, fungierte er jahrzehntelang ebenfalls als Güterbahnhof Lambrecht. Einige Jahre nach der Stilllegung der Nebenbahn wurde er zum Bahnhofsteil Frankeneck des Bf Lambrecht (Pfalz) umfunktioniert. Bis 2004 besaß und erneut seit 2009 besitzt die Julius Glatz GmbH ein Anschlussgleis.
Mit der regulären Eröffnung der Bahnlinie von 1909 erhielt der Bahnhof als einzige Zwischenstation entlang der Strecke ein Empfangsgebäude, das wegen der eher untergeordneten Bedeutung vergleichsweise klein war. Mitte der 1970er Jahre wurde es abgebrochen und 200 Meter entfernt unweit der örtlichen Talstraße wieder errichtet. Bereits um die Jahrtausendwende war es nicht mehr bewohnt und heruntergekommen.

### Straße
Die Bundesstraße 39 streift den nordöstlichen Siedlungsrand. Durch den Ort führt die Landesstraße 499, die durch das Elmsteiner Tal bis nach Waldfischbach-Burgalben verläuft. Von dieser zweigt im äußersten Südwesten des Gemeindegebietes die Kreisstraße 23 nach Esthal ab. Diese bildet auch über eine weite Strecke die Grenze zur Gemarkung Esthals.

### Tourismus
Durch die Waldgemarkung verläuft ein Wanderweg, der mit einem grün-weißen Balken markiert ist und von Hertlingshausen bis nach Sankt Martin führt sowie ein mit einem gelb-roten Balken gekennzeichneter Weg, der von der Burg Lichtenberg bis nach Wachenheim verläuft.

## Persönlichkeiten

### Ehrenbürger
- Karl-Erhard Scheufelen (1903–1992), Unternehmer, Papierfabrikant

### Söhne und Töchter der Gemeinde
- Walter Faller (1909–2003), Politiker (SPD)

### Personen, die vor Ort gewirkt haben
- Georg Köber, 1792/93 Mitglied des Rheinisch-Deutschen Nationalkonvents